# Torma
Pour les articles homonymes, voir Torma (homonymie).

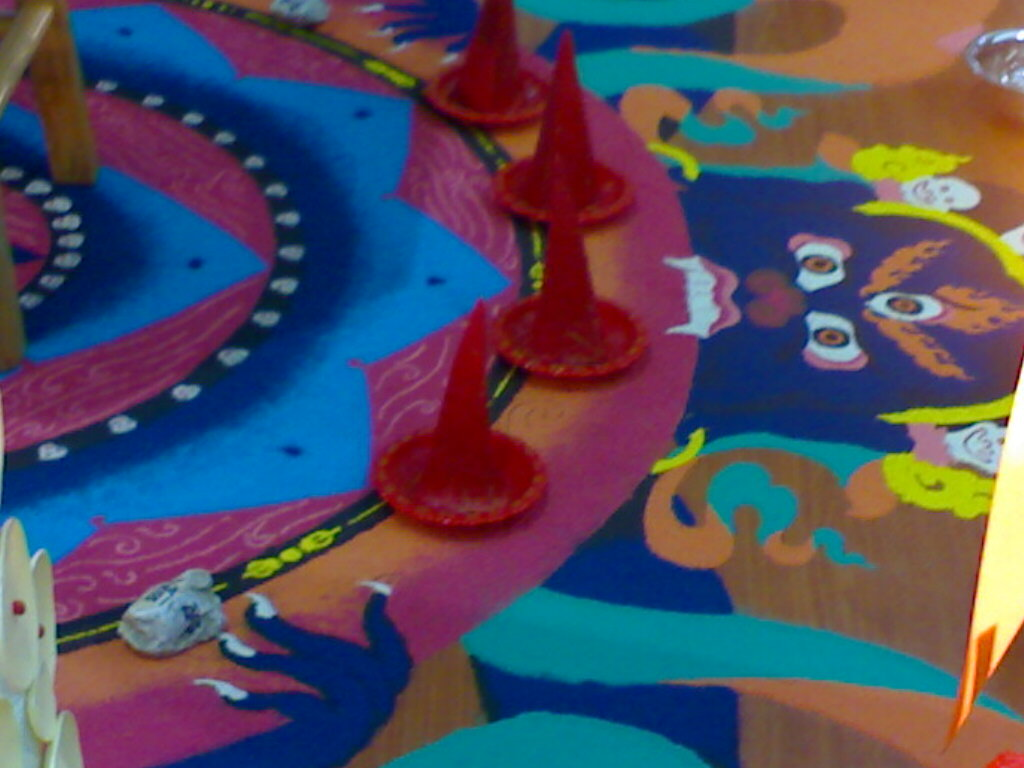
Tormas offertes sur un mandala.

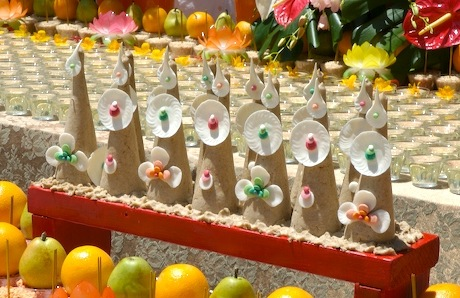
Tormas sur un autel.

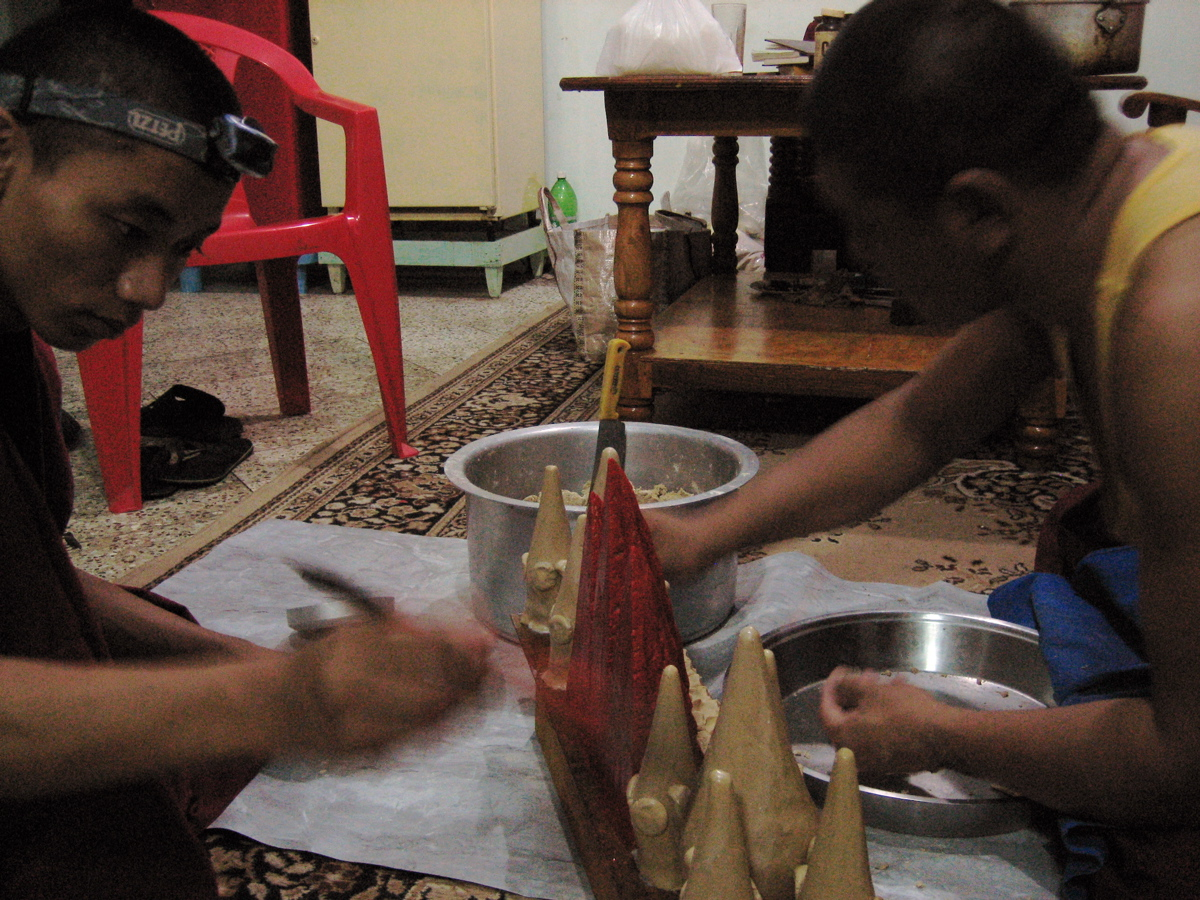
Fabrication de tormas.

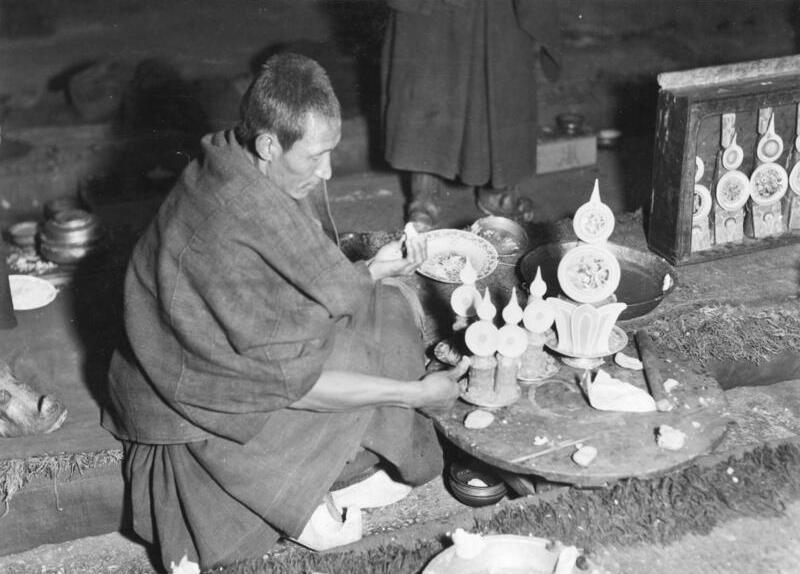
Moine fabriquant des tormas au monastère de Séra en 1939.

Dans le bouddhisme tibétain, les torma, ou tormas (tibétain : གཏོར་མ, Wylie : gtor ma), sont des gâteaux sacrificiels servant d'offrandes, notamment dans le cadre de rituels de protection. Elles sont fabriquées à partir de farine d'orge grillée (tsampa), mélangée avec de l'eau, afin de former une pâte qui sera modelée en forme de cône allongé.
Elles peuvent être individualisés en utilisant un bâton sur lequel sont sculptées diverses figures en creux. Le moine presse le haut du bâton sur la figure choisie. Les tormas sont ensuite décorées avec du beurre teinté de colorants naturels, par exemple, de la suie de fond de casserole pour le noir, de la poudre d'ocre pour le rouge, du jus de cuisson d'épinards pour le vert.
Selon Philippe Cornu : « Il est probable qu'à l'origine les torma furent inventées pour constituer des substituts aux offrandes sanglantes. Les Bönpo expliquent que leur fondateur Shenrab Miwo (en) les créa pour cette raison, afin de mettre fin aux sacrifices animaux. Les bouddhistes abondent dans le même sens, mais déclarent qu'elles auraient été inventées par eux pour mettre fin aux sacrifices sanglants des Bönpo. Quoi qu'il en soit, les torma n'existent que dans la culture tibétaine et leur invention a sans doute précédé l'arrivée du bouddhisme au Tibet. »